# 備陽六郡志
備陽六郡志（びようろくぐんし）とは、江戸時代中期に記された備後福山藩領各郡に関する郷土史である。

## 概要
福山藩士の宮原直倁（みやはらなおゆき）（1702年〈元禄15年〉 - 1776年〈安永5年〉）が元文末年（1740年頃）より30余年に亘り記した自筆稿本で、備後福山藩領および備後地方の郷土史料である。後の『西備名区』や『福山志料』の編纂に大きな影響を与えた。
著者は営繕土木など文筆とは縁のない職務を担ってきた。懇意にしていた深津郡川口村庄屋の文左衛門や、水野家浪人の上月加兵衛から託された各家伝来の古今史料を基に、勘定所の書類や官吏の同僚の扶けを乞うことなく、専ら市井巷間から収集した伝聞や史料を用いたとされる。
六郡とは、深津郡、安那郡、芦田郡、品治郡、沼隈郡、および分郡である。2000年（平成12年）9月22日に福山市指定重要文化財に指定された。

## 構成
内篇（14巻）・外篇（15巻）・後得録（5巻）・六郡志（3巻）・六郡外志（6巻）・附録（1巻）から構成され、原本は縦23cm、横16cmの冊子本44冊から成る。内編は上月文書を巧みに配列して一篇とし、著者自身は一切筆を加えていないとされる。外篇は著者自身が採訪した古文書、古記録、金石文、伝説等を主な資料とし、これらを郡村別に整理編集したものとされる。
- 「内篇」
- 「外篇」
- 「後得録」
- 「六郡志」
- 「六郡外志」
- 「附録」

## 活字化
著者手稿の原本は末裔の宮原國雄氏から福山義倉図書館に寄贈され、写本も旧制福山中学校（現、広島県立福山誠之館高校）経由で、同図書館に寄贈された。郷土史家得能正通が活字製本化を企図し、所蔵の原本を1927年（昭和2年）8月から数度にわたり借用し、活字化が行われた。『備後叢書』に収録され、1928年（昭和3年）に出版された。